# Zorra (chanson de Nebulossa)
Chansons représentant l'Espagne au Concours Eurovision de la chanson
Eaea de Blanca Paloma
(2023)
Zorra est une chanson du duo espagnol d'électropop Nebulossa. À la suite de sa victoire au Benidorm Fest 2024, la chanson est sélectionnée pour représenter l'Espagne au Concours Eurovision de la chanson 2024 à Malmö.

## Concours Eurovision de la chanson 2024

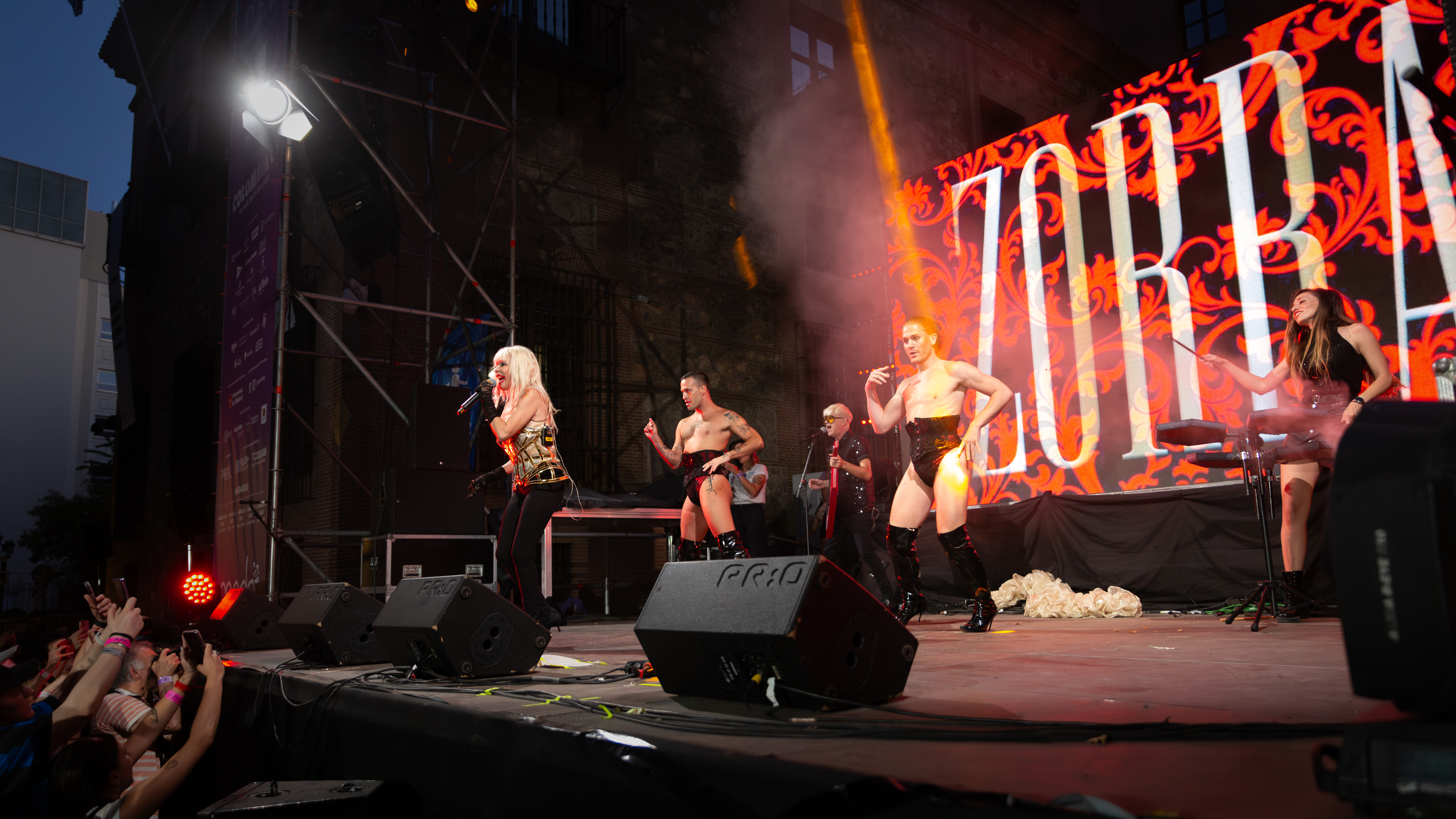
Madrid Pride 2024 - Nebulossa

### Benidorm Fest 2024
La chanson est écrite par María Blas et Mark Dasousa (les deux membres du duo Nebulossa) et est sélectionnée pour participer au Benidorm Fest 2024, le festival de la chanson organisé par le radiodiffuseur espagnol  RTVE pour sélectionner le représentant de l'Espagne au Concours Eurovision de la chanson. Cette édition 2024 est la troisième édition du Benidorm Fest. Elle s'est déroulée au Palau Municipal d'Esports l'Illa de Benidorm à Benidorm dans la Communauté de Valence. 16 artistes et chansons se sont affrontés au cours de trois spectacles : deux demi-finales le 30 janvier et le 1er février et la finale le 3 février 2024. Chaque demi-finale comprenait huit chansons et quatre d'entre elles se sont qualifiées pour la finale. Les résultats de chaque émission ont été déterminés par une combinaison de votes du public, d'un jury démoscopique et d'un jury d'experts.
La chanson Zorra a remporté la première demi-finale avec 149 points, puis la finale avec 156 points et est ainsi sélectionnée pour représenter l'Espagne au Concours Eurovision de la chanson 2024.